# Trofeo Baracchi 1979
Il Trofeo Baracchi 1979, ventottesima edizione della corsa, si svolse il 20 ottobre 1979, da Bergamo a Bergamo, su un percorso di 97,0 km; venne confermata l'organizzazione da parte della Gazzetta dello Sport.   
La vittoria fu conquistata dalla coppia Giuseppe Saronni e Francesco Moser, che completarono il percorso in 2h01'47", precedendo Jan Van Houwelingen e Fons De Wolf, che si aggiudicarono il secondo posto, e Bert Oostenborsh e Henk Lubberdink, che salirono sul terzo gradino del podio.
I corridori che presero il via in questa edizione della corsa erano 16, suddivisi in 8 coppie. 

## Ordine d'arrivo (Top 10)
| Pos. | Corridore                        | Tempo    |
| ---- | -------------------------------- | -------- |
| 1    | Francesco Moser Giuseppe Saronni | 2h18'38" |
| 2    | Fons De Wolf Jan Van Houwelingen | a 1'53"  |
| 3    | Bert Oostenborsh Henk Lubberdink | a 3'40"  |